# イラストレーター一覧
イラストレーター一覧（イラストレーターいちらん）は、世界のイラストレーターの一覧。日本のイラストレーターは日本のイラストレーター一覧を参照。
括弧内に代表的な業績などを挙げている。単著ではなくイラストレーションの仕事であることが多いので注意。

## あ行

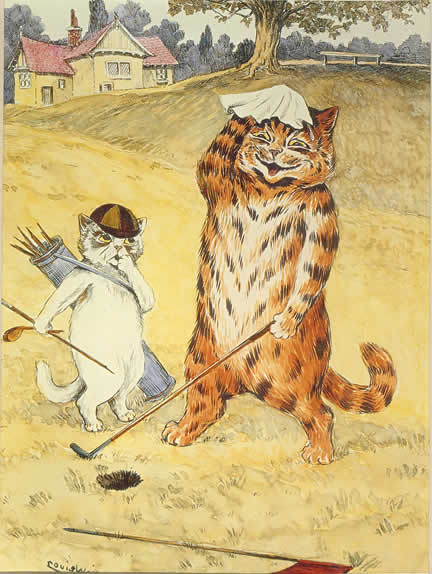
ルイス・ウェインによる猫の擬人化

### あ
- 赤穂航 (日本　1997年 - カスタムカー・アートポスター・ロゴ・ドローンサーキットなど幅広いジャンルのデザイナー)
- アンシ（フランス 1873年 - 1951年）
- エドウィン・オースティン・アビー（アメリカ 1852年 - 1911年）
- エリナー・アボット（アメリカ 1875年 - 1935年）

### い
- イリヤ・クブシノブ（ロシア）

### う
- マイケル・ウィーラン（アメリカ 1950年 - ）
- ガース・ウィリアムズ（アメリカ 1912年 - 1996年。『大草原の小さな家』）
- エドワード・ウィンパー（イギリス 1840年 - 1911年。『アルプス登攀記』）
- ヤン・ヴェーリング（フランス 1971年 - ）
- ルイス・ウェイン （イギリス 1860年 - 1939年。猫のイラストレーション）
- ナタリー・ヴォルムスベッヒャー（ドイツ 1986年 - ）
- トミー・ウンゲラー（フランス 1931年 - 2019年）
- VOFAN (台湾 1980年 - )

### え
- エド・エムシュウィラー（アメリカ 1925年 - 1990年）
- エルテ（ロシア 1892年 - 1990年）
- ジル・エルブグレン（アメリカ 1914年 - 1980年）
- H2SO4（韓国。オンラインゲーム「スカッとゴルフ パンヤ」キャラクターデザイン）

### お
- エーワルト・オークショット（イギリス 1916年 - 2002年。オークショットの刀剣類型）
- クリス・ヴァン・オールズバーグ（アメリカ 1949年 - ）

## か行

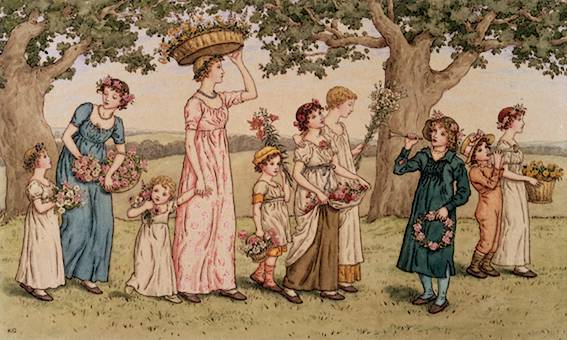
ケイト・グリーナウェイ『メーデー』

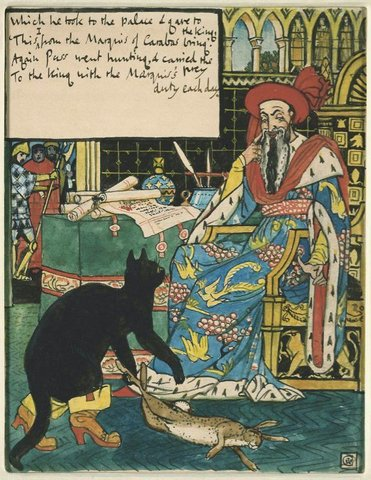
ウォルター・クレイン『長靴をはいた猫』

### か
- エド・カーティア （Edd Cartier、アメリカ、1914年 - 2008年。『トンネルズ&トロールズ』）
- ジョシュ・カービィ（イギリス 1928年 - 2001年）
- ワンダ・ガアグ（アメリカ 1893年 - 1946年）
- アンゲリカ・カウフマン（オーストリア 1935年 - ）
- E・L・カニグズバーグ（アメリカ 1930年 - 2013年）
- マックス・カバンヌ（フランス 1947年 - ）
- シルエロ・カブラル （アルゼンチン 1963年 - ）

### き
- H・R・ギーガー（スイス 1940年 - 2014年; 映画『エイリアン』）
- テオドール・キッテルセン（ノルウェー 1857年 - 1914年）
- キヌコヤマベ・クラフト（アメリカ 1940年 - ）
- 金道源（韓国 1935年 - ; 朝鮮日報）
- キム・ヒョンテ（韓国 1978年 - ）
- エリック・ギル（英語版）（イギリス 1882年 - 1940年）

### く
- ハリー・クラーク（アイルランド 1889年 - 1931年）
- ロバート・クラム（アメリカ 1943年 - ; アンダーグラウンド・コミックス運動）
- J・J・グランヴィル（フランス 1803年 - 1847年）
- ケイト・グリーナウェイ（イギリス 1846年 - 1901年。ケイト・グリーナウェイ賞）
- ロドニー・グリーンブラット（アメリカ 1960年 - ）
- ジョージ・クルックシャンク（イギリス 1792年 - 1878年。風刺画）
- ウォルター・クレイン（イギリス 1845年 - 1915年）
- ニコラ・ド・クレシー（フランス 1966年 - ）
- ミルトン・グレイザー（アメリカ 1929年 - 2020年）

### こ
- エドワード・ゴーリー（アメリカ 1925年 - 2000年）
- ランドルフ・コールデコット（イギリス 1846年 - 1886年 コールデコット賞）
- コウエン（台湾）

## さ行

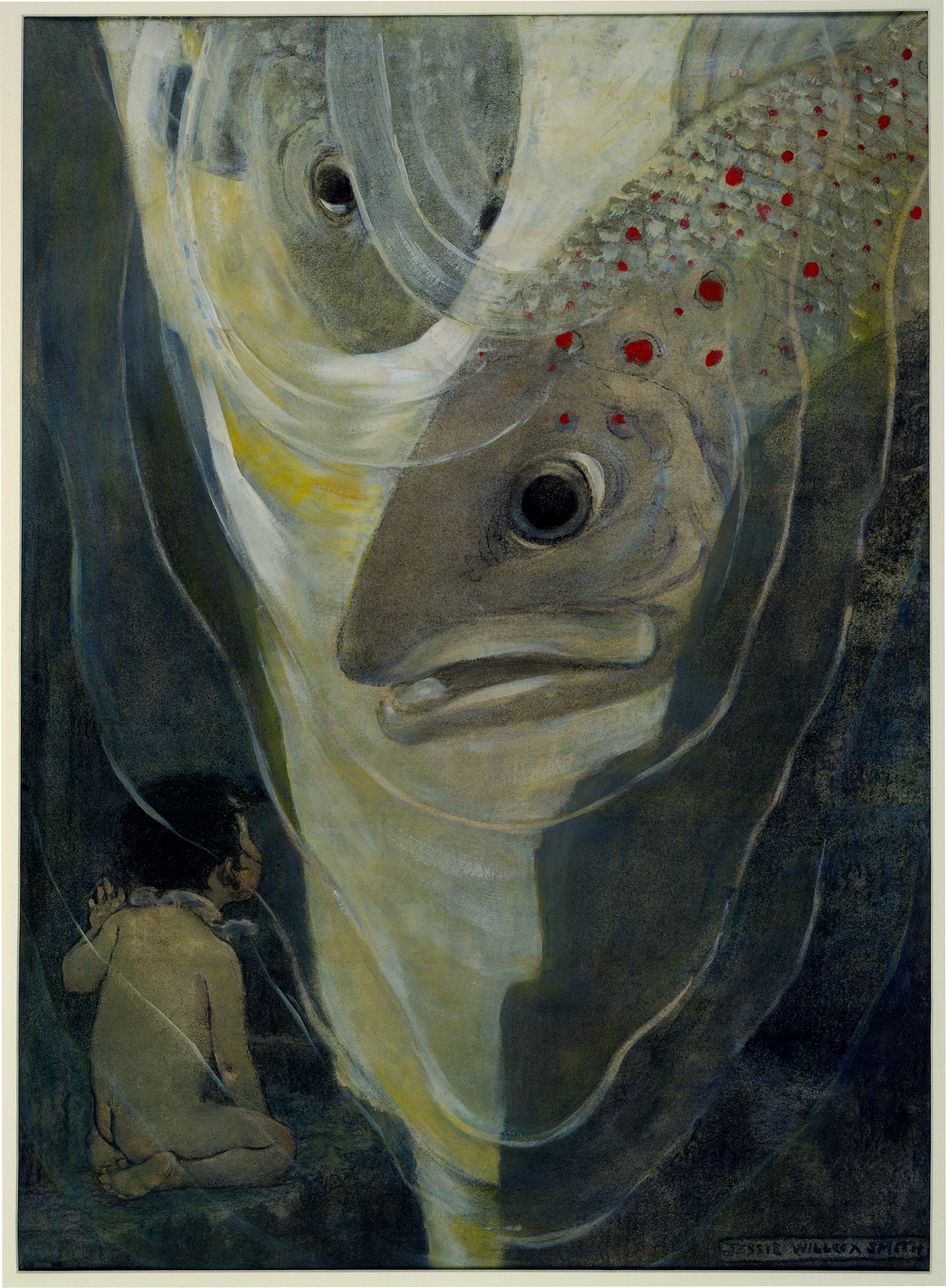
ジェシー・ウィルコックス・スミス『水の子どもたち』(1916)

### さ
- ロナルド・サール（イギリス 1920年 - 2011年）

### し
- E・H・シェパード（イギリス 1879年 - 1976年。『くまのプーさん』）
- ジョン・シェリー（イギリス 1959年 - ）
- ベン・シャーン（アメリカ 1898年 - 1969年）
- クリストフ・シュパイデル（ベルギー 1970年 - ）
- アドルフ・シュレーター（ドイツ 1805年 - 1875年）
- シェル・シルヴァスタイン（アメリカ 1932年 - 1999年）
- 白羽奈尾（韓国）
- zinno（韓国）

### す
- リチャード・スカーリー（アメリカ 1919年 - 1994年）
- ウィリアム・スタイグ（アメリカ 1907年 - 2003年）
- ソール・スタインバーグ（アメリカ 1914年 - 1999年）
- テープシリ・スックソーパー（タイ 1933年 - ）
- オースティン・オスマン・スパー（スピア; イギリス 1886年 - 1956年。秘教的イラストレーション）
- アート・スピーゲルマン（アメリカ 1948年 - ）
- ピーター・スピア（アメリカ 1927年 - ）
- ジェシー・ウィルコックス・スミス （アメリカ 1863年 - 1935年。『水の子どもたち』）
- ニクラス・スンディン（スウェーデン 1974年 - ）

### せ
- アレン・セイ（アメリカ 1939年 - ）
- モーリス・センダック（アメリカ 1928年 - 2012年）

### そ
- ミヒャエル・ゾーヴァ（ドイツ 1945年 - ）
- コンスタンチン・ソモフ（ロシア 1869年 - 1939年）

## た行

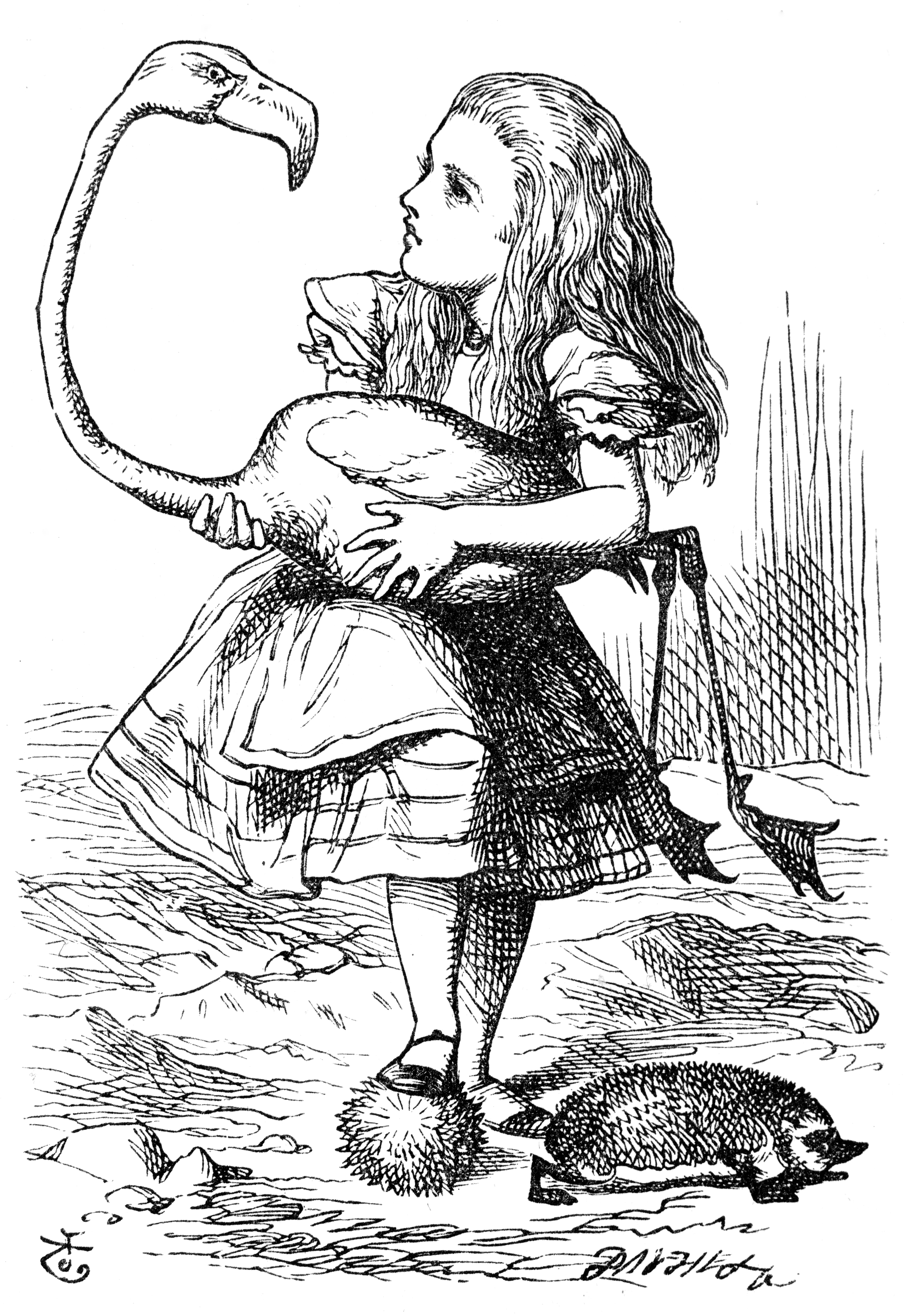
ジョン・テニエル『不思議の国のアリス』(1865)

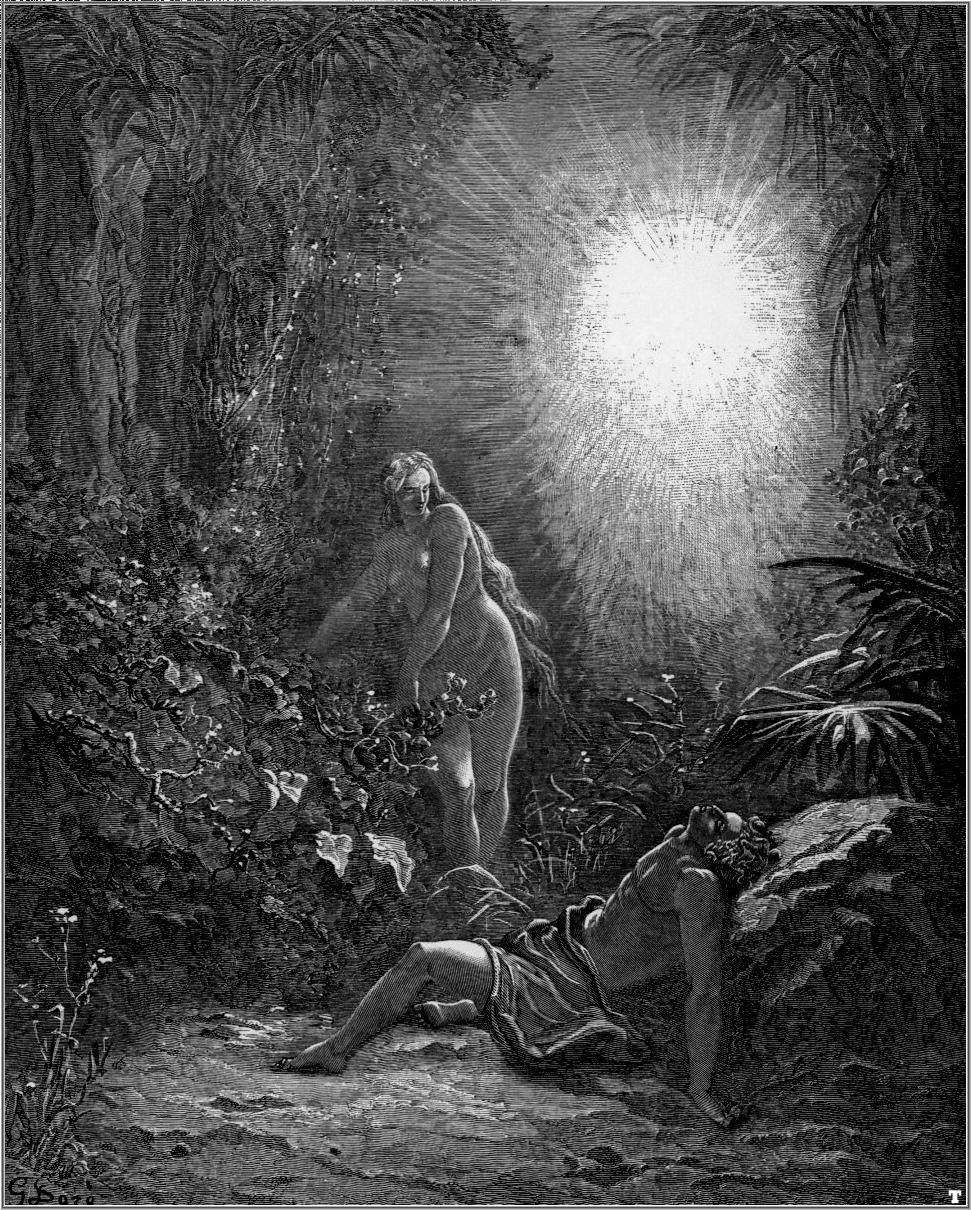
ギュスターヴ・ドレ『聖書』、イヴの誕生

### た
- ショーン・タン（オーストラリア 1974年 - ）

### ち
- ローレン・チャイルド（イギリス 1965年 - ）
- アイヴァン・チャマイエフ（アメリカ 1932年 - ）
- フー・スウィ・チン（シンガポール 1977年 - ）
- 鄭問（チェンウェン）（台湾 1958年 - 2017年）

### つ
- リスベート・ツヴェルガー（オーストリア 1954年 - ）

### て
- Tiv（韓国 1981年 - オンラインゲーム「Talesweaver」キャラクターデザイン）
- ロジャー・ディーン（イギリス 1944年 - ; 「イエス」のジャケット）
- レオとダイアン・ディロン（アメリカ 1933年 - ）
- ジョン・テニエル（イギリス 1820年 - 1914年。『不思議の国のアリス』）
- ターシャ・テューダー（アメリカ 1915年 - 2008年）
- ウィリアム・ペン・デュボア（アメリカ 1916年 - 1993年）
- エドマンド・デュラック（フランス 1882年 - 1953年）

### と
- オノレ・ドーミエ（フランス 1808年 - 1879年。風刺版画）
- セルジオ・トッピ（イタリア 1932年 - 2012年）
- ギュスターヴ・ドレ（フランス 1832年 - 1888年。『神曲』『ドン・キホーテ』他無数）
- スタンリー・ドンウッド（イギリス。「レディオヘッド」のジャケット）

## な行

### に
- カイ・ニールセン（デンマーク 1886年 - 1957年）

## は行

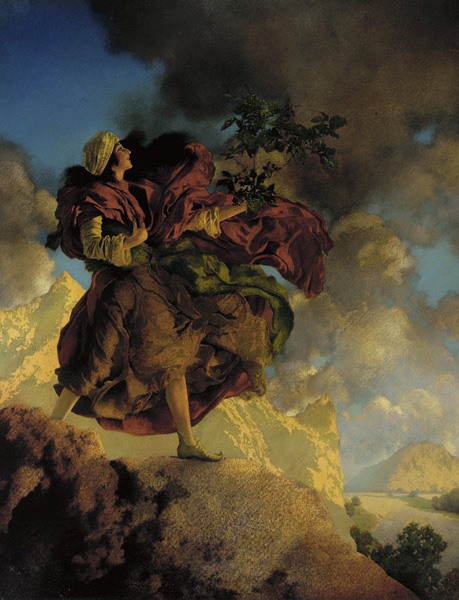
マックスフィールド・パリッシュ『歌う木を持ち帰るパリザード姫』(1889)

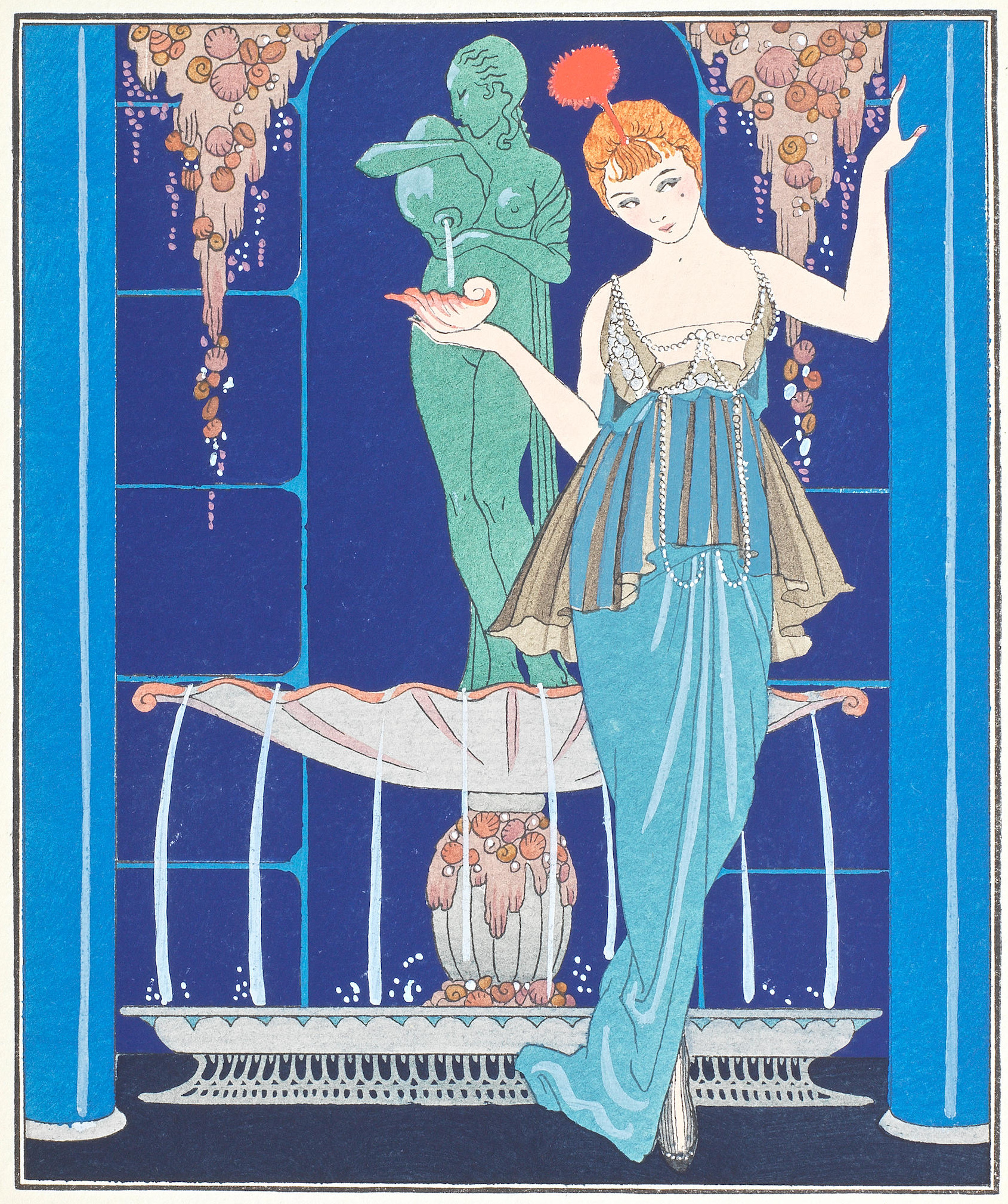
ジョルジュ・バルビエ「ジャンヌ・パキンのガウン」(1914)

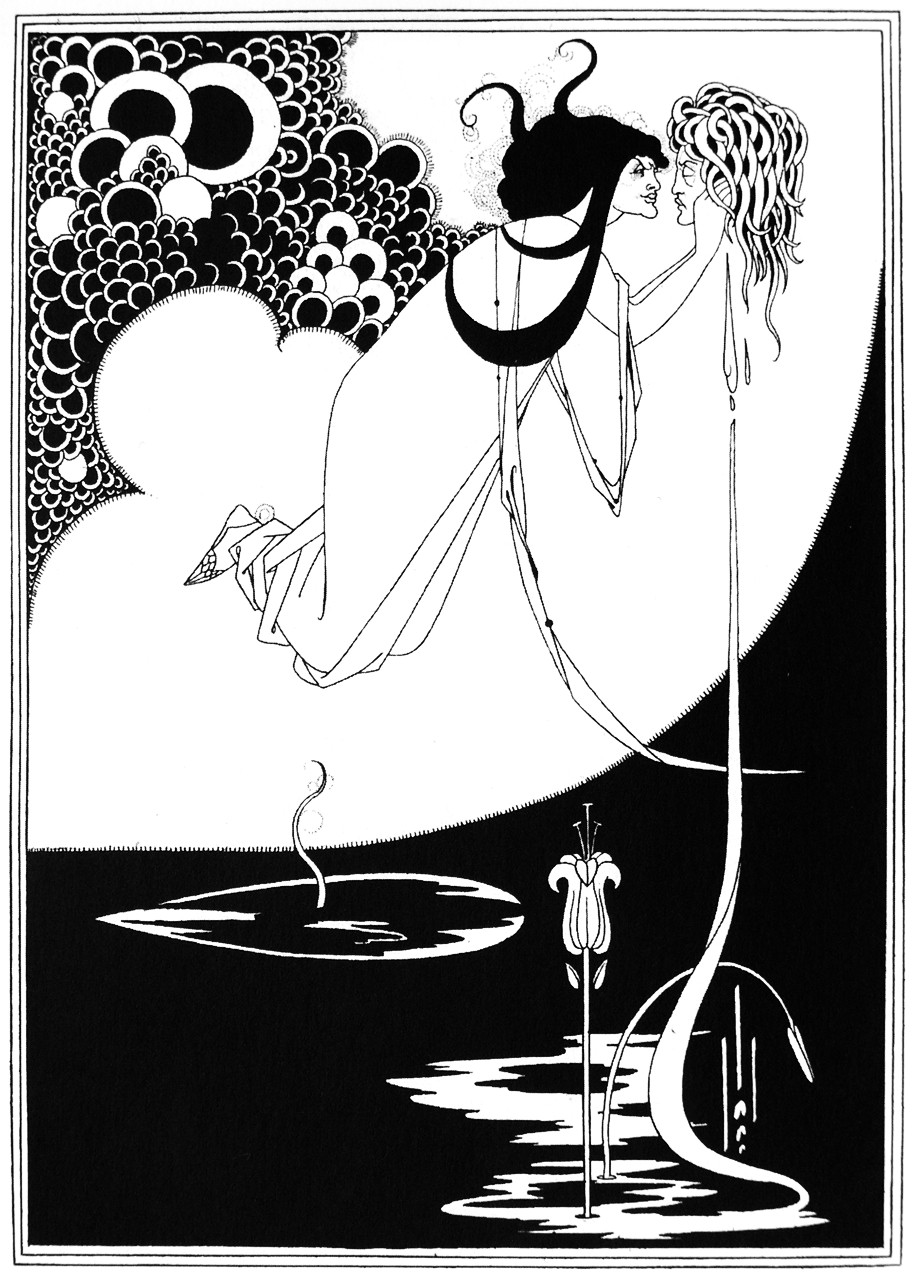
オーブリー・ビアズリー『サロメ』(1894)

### は
- シシリー・メアリー・バーカー（イギリス 1895年 - 1973年）
- カール・バークス（アメリカ 1901年 - 2000年。ディズニー・スタジオのイラストレーター）
- ジル・バークレム（イギリス 1951年 - 2017年。『のばらの村のものがたり』）
- クレメント・ハード（アメリカ 1908年 - 1988年）
- ハワード・パイル（アメリカ 1853年 - 1911年。『カリブ海の海賊』）
- ユッタ・バウアー（ドイツ 1955年 – ）
- ヨン・バウエル（スウェーデン 1882年 - 1918年）
- フランク・R・パウル（アメリカ 1884年 - 1963年。SF雑誌『アメージング・ストーリーズ』の表紙画）
- シドニー・パジェット（イギリス 1860年 - 1908年。『シャーロック・ホームズ』シリーズ）
- マックスフィールド・パリッシュ（アメリカ 1870年 - 1966年。「パリッシュ・ブルー」に名が残る）
- アルベルト・バルガス（アメリカ 1896年 - 1982年。『エスクァイア』誌他でのピンナップ）
- ジョルジュ・バルビエ（フランス 1882年 - 1932年。アール・デコ）
- アレッサンドロ・バルブッチ（イタリア 1973年 - ）
- ゲオルク・ハレンスレーベン（ドイツ 1958年 - ; 『リサとガスパール』）
- リチャード・M・パワーズ（アメリカ 1921年 - 1996年）

### ひ
- マーヴィン・ピーク（イギリス 1911年 - 1968年）
- オーブリー・ビアズリー（イギリス 1872年 - 1898年。『サロメ』）
- ジョルジュ・ビゴー（フランス 1860年 - 1927年。『ビゴー日本素描集』）
- ジェイミー・ヒューレット（イギリス 1968年 - ; 「ゴリラズ」）
- イヴァン・ビリビン（ロシア 1876年 - 1942年）

### ふ
- ピート・ファウラー（イギリス 1969年 - ）
- ヴァージル・フィンレイ（アメリカ 1914年 - 1971年。パルプ・マガジンで活躍）
- ジュール・フェラ（フランス 1829年 - 1906年。ジュール・ヴェルヌの諸作品）
- バーニー・フュークス （アメリカ 1932年 - 2009年）
- トレヴァー・ブラウン （イギリス 1959年 - ）
- フランク・フラゼッタ（アメリカ 1928年 - ; 『英雄コナン』『ターザン』）
- ジェームズ・モンゴメリー・フラッグ（アメリカ 1877年 - 1960年。アンクル・サムの募兵ポスター）
- リラ・プラップ（スロベニア 1955年 - ）
- マーガレット・ブランデージ（アメリカ 1900年 - 1976年）
- ジョイス・バランタイン・ブランド（アメリカ 1918年 - 2006年。日焼け止め「コパトーン」）
- レイモンド・ブリッグズ（イギリス 1934年 - ）
- ディック・ブルーナ（オランダ 1927年 - 2017年。『ミッフィー』）
- ジェフリー・フルビマーリ
- メアリー・ブレア（アメリカ 1911年 - 1978年）
- クェンティン・ブレイク（イギリス 1932年 - ）

### へ
- レイモン・ペイネ（フランス 1908年 - 1999年）
- ゲイル・E・ヘイリー（アメリカ 1939年 - ; 『郵便局員ねこ』）
- ポーリン・ベインズ（イギリス 1922年 - 2008年。『ナルニア国ものがたり』）
- ルドウィッヒ・ベーメルマンス（アメリカ 1898年 - 1962年）
- マックス・ベルジュイス（オランダ 1923年 - 2005年）

### ほ
- ウィンスロー・ホーマー（アメリカ 1836年 - 1910年）
- ウィリアム・ホガース（イギリス 1697年 - 1764年）
- バーン・ホガース（Burne Hogarth、アメリカ、1911年 - 1996年。漫画『ターザン』）
- ハネス・ボク（アメリカ 1914年 - 1964年。パルプ・マガジンで活躍）
- ビアトリクス・ポター（イギリス 1866年 - 1943年。『ピーターラビットのおはなし』）

## ま行

### ま
- タチヤーナ・マーヴリナ（ロシア 1900年 - 1996年）
- ピーター・マックス（アメリカ 1937年 - ）
- ウィンザー・マッケイ（アメリカ 1871年 - 1934年）
- ロレンツォ・マトッティ（イタリア 1954年 - ）
- マルセル・マルリエ（ベルギー 1930年 - 2011年）

### み
- アルフォンス・ミュシャ（チェコ 1860年 - 1939年）
- ハロルド・ロバート・ミラー（イギリス 1869年 - 1940年）

### む
- ホセ・ムニョース（アルゼンチン 1942年 - ）

## ら行

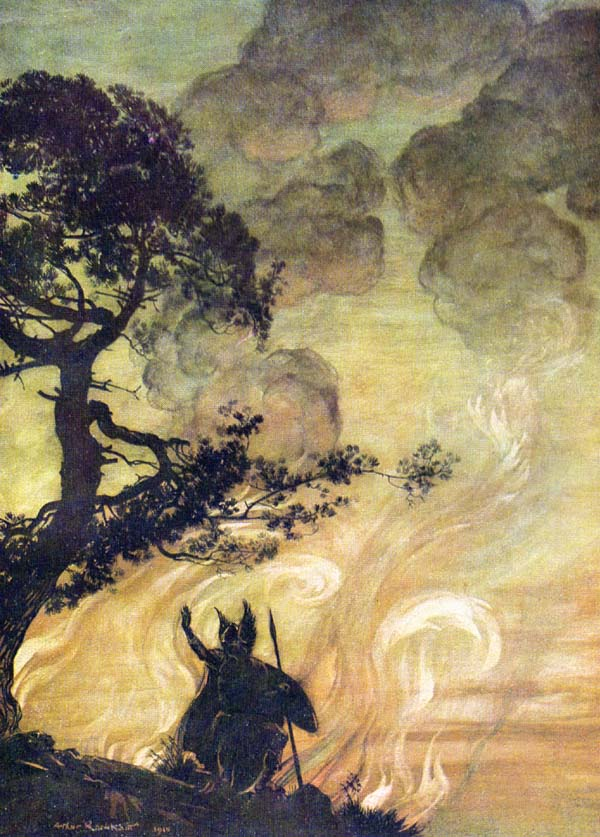
アーサー・ラッカム『ワルキューレ』(1910)

### ら
- J・C・ライエンデッカー（アメリカ 1874年 - 1951年）
- アーサー・ラッカム（イギリス 1867年 - 1939年。グリム童話集など）

### り
- エドワード・リア（イギリス 1812年 - 1888年。『ナンセンスの絵本』）
- エドゥアール・リウー（フランス 1833年 - 1900年。ジュール・ヴェルヌの諸作品）

### る
- アンドリュー・ルーミス（アメリカ 1892年 - 1959年。『やさしい人物画』他の教育書）

### れ
- ロイス・レンスキー（アメリカ 1893年 - 1974年）
- REI（台湾）

### ろ
- リック・ロー（アメリカ 1969年 - ）
- アレックス・ロス（アメリカ 1970年 - ）
- ノーマン・ロックウェル（アメリカ 1894年 - 1978年。『サタデー・イブニング・ポスト』誌の表紙など）
- フェリシアン・ロップス（ベルギー 1833年 - 1898年）
- アルベール・ロビダ（フランス 1848年 - 1926年）

## わ行

### わ
- N・C・ワイエス（アメリカ 1882年 - 1945年）

## ギャラリー

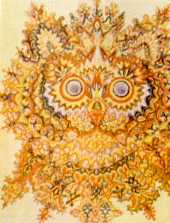
ルイス・ウェインの猫のイラスト(1878)
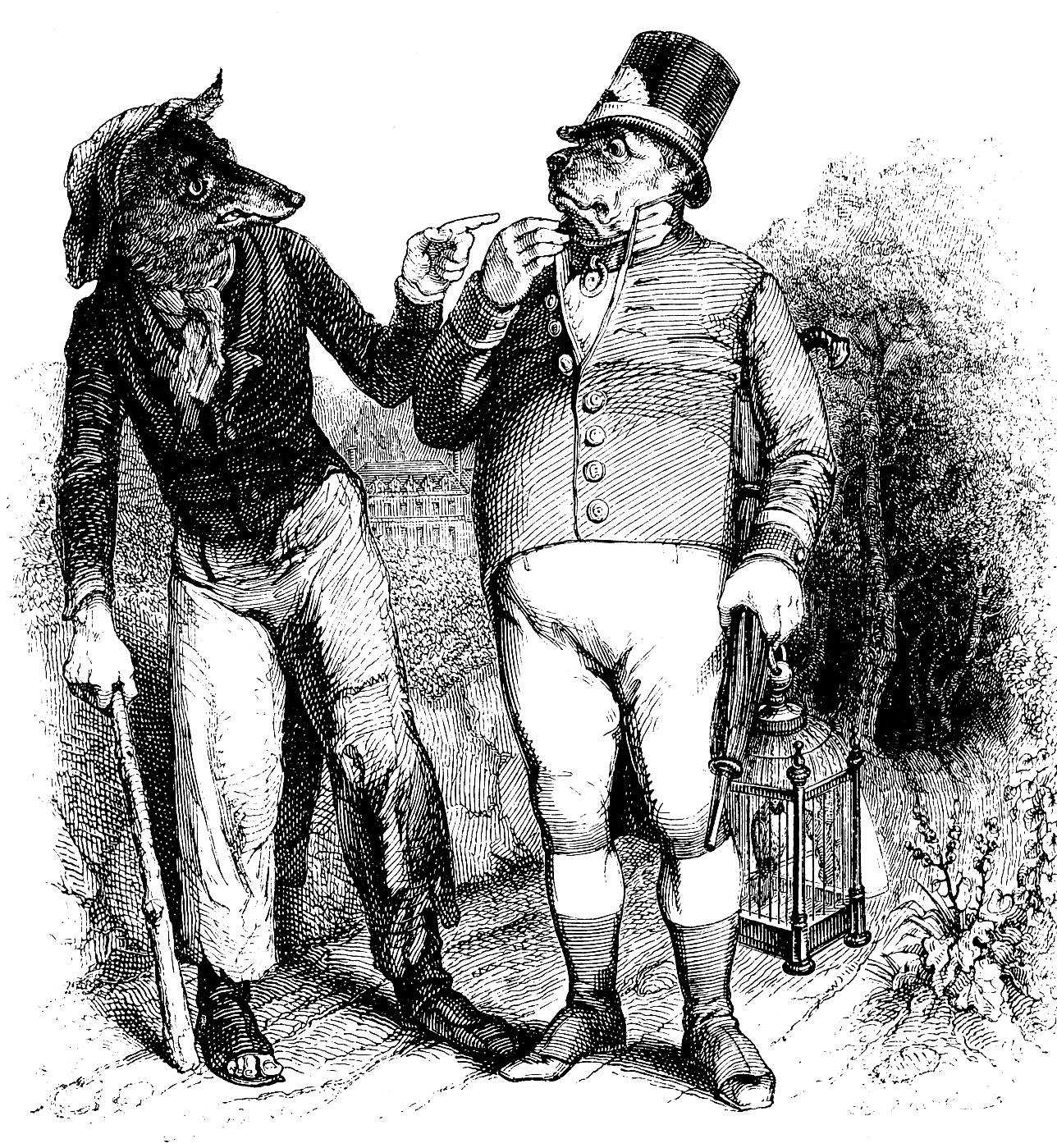
J・J・グランヴィル『狼と犬』(1838)
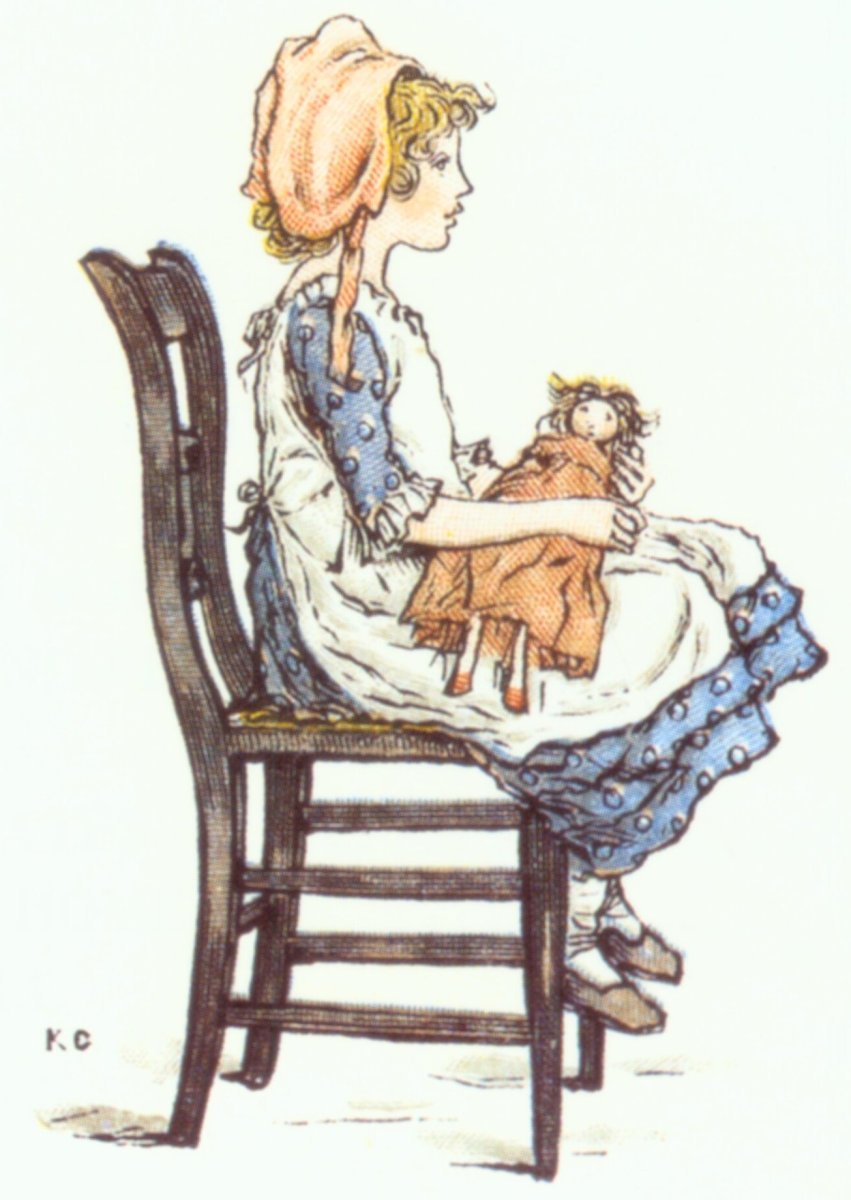
ケイト・グリーナウェイ『海賊島の女王様』
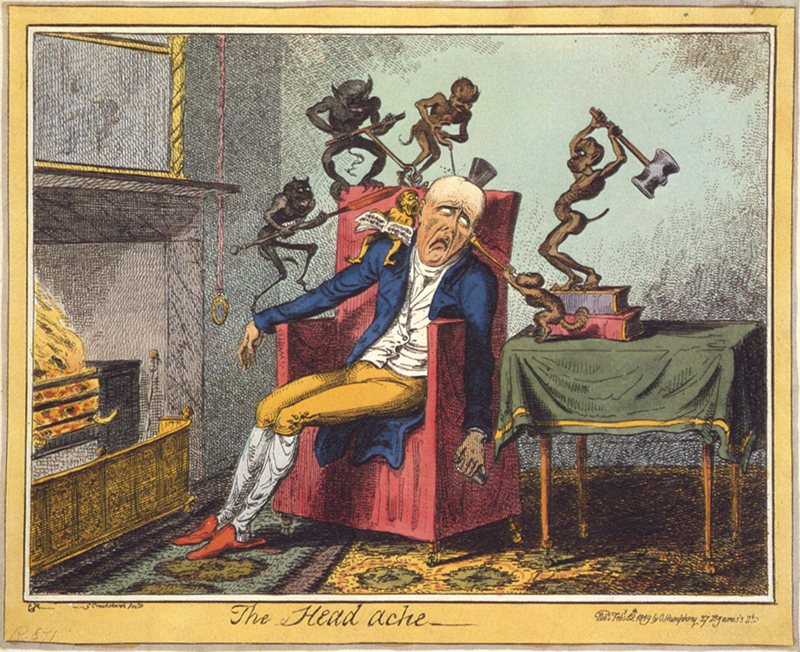
ジョージ・クルックシャンク『頭痛』(1819)
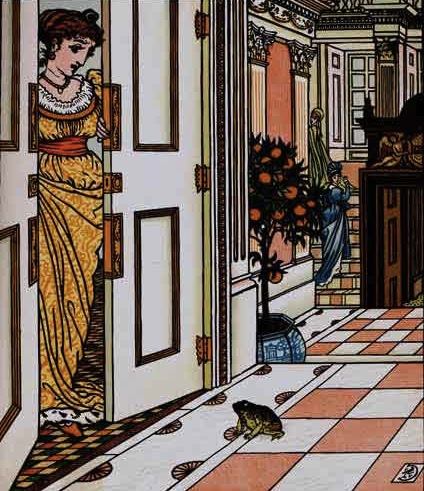
ウォルター・クレイン『カエルの王子さま』(1874)
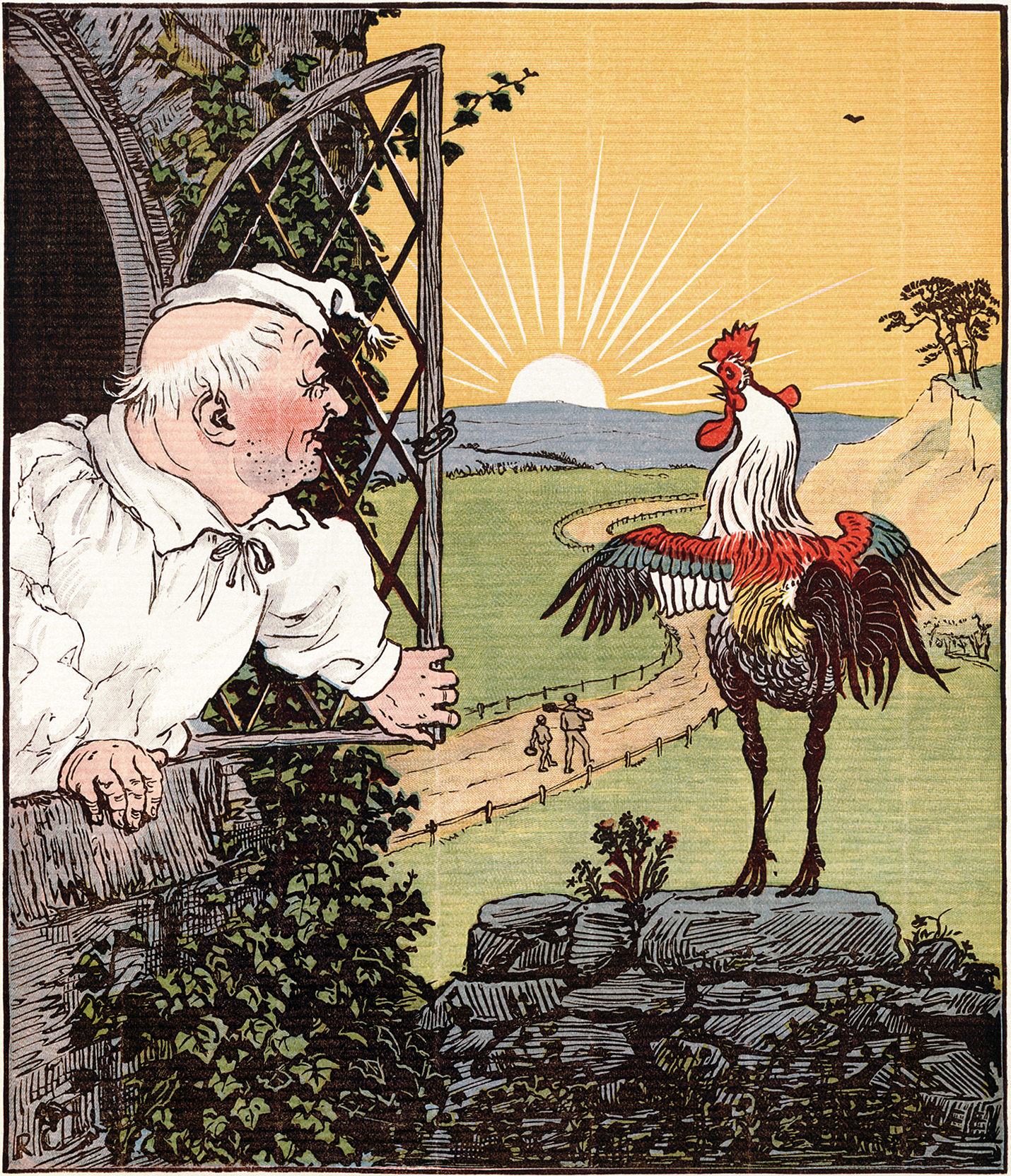
ランドルフ・コールデコット『ジャックの建てた家』(1887)
ジェシー・ウィルコックス・スミス『子どもの詩の園』(1905)
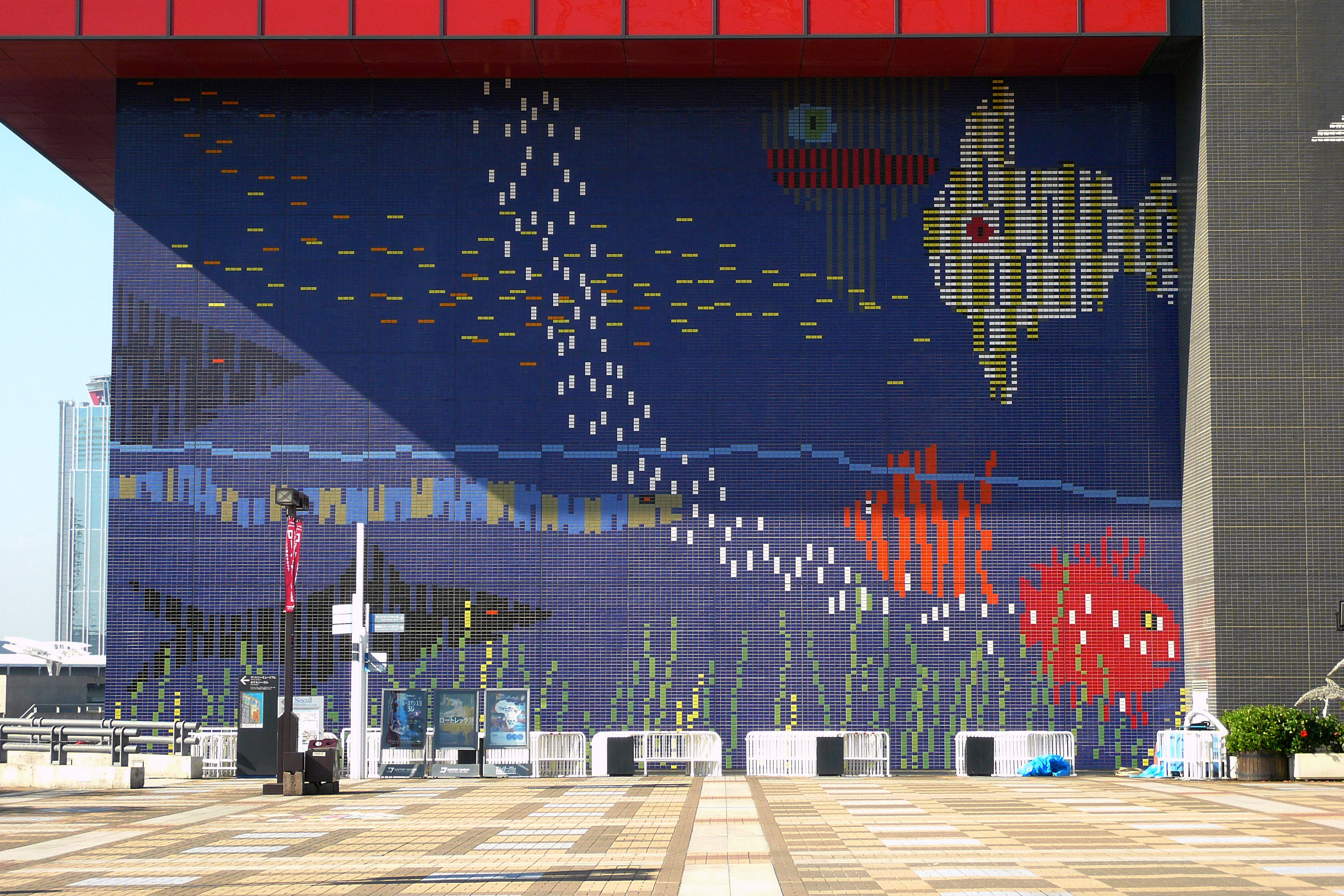
アイヴァン・チャマイエフ、大阪「海遊館」壁画(1991)
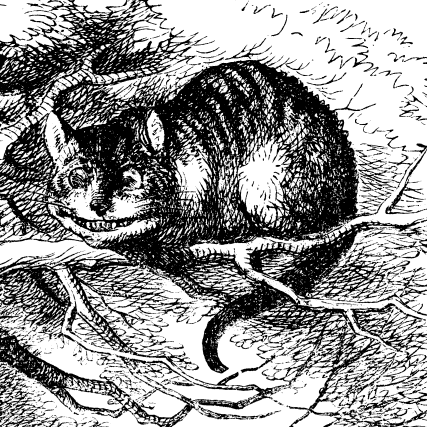
ジョン・テニエル『不思議の国のアリス』よりチェシャ猫(1866)
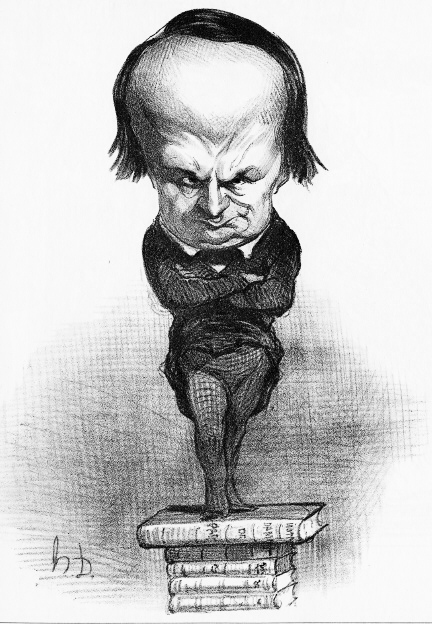
オノレ・ドーミエによるヴィクトル・ユーゴーの似顔絵(1849)
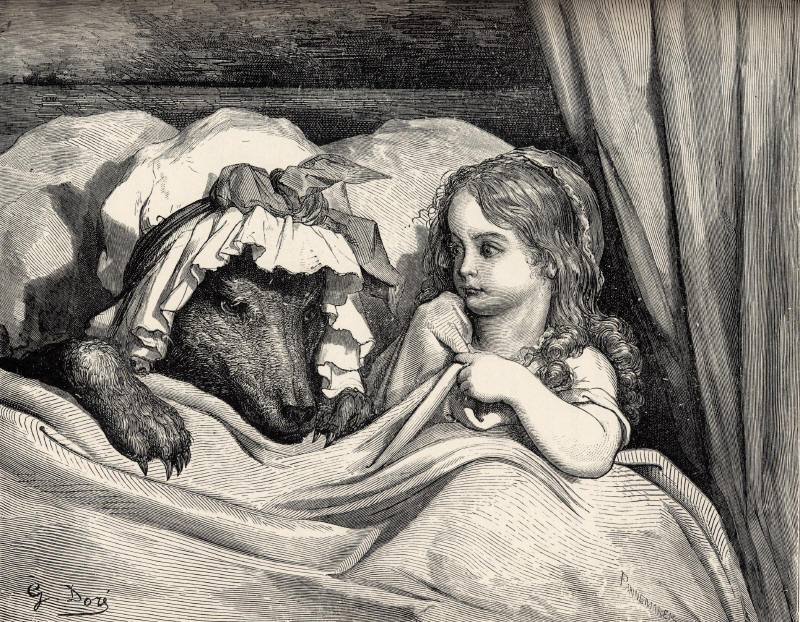
ギュスターヴ・ドレ『赤ずきん』
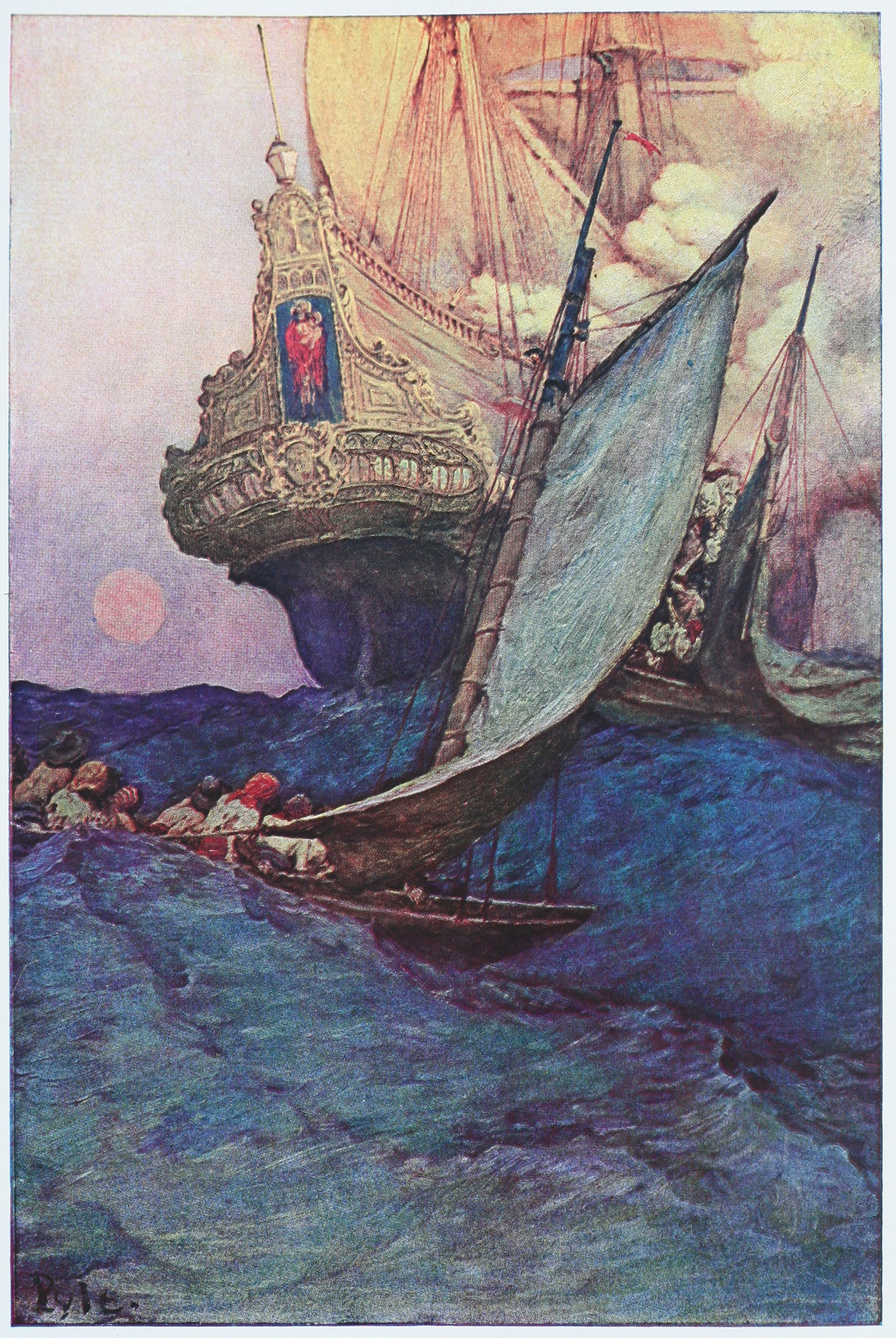
ハワード・パイル『カリブ海の海賊』
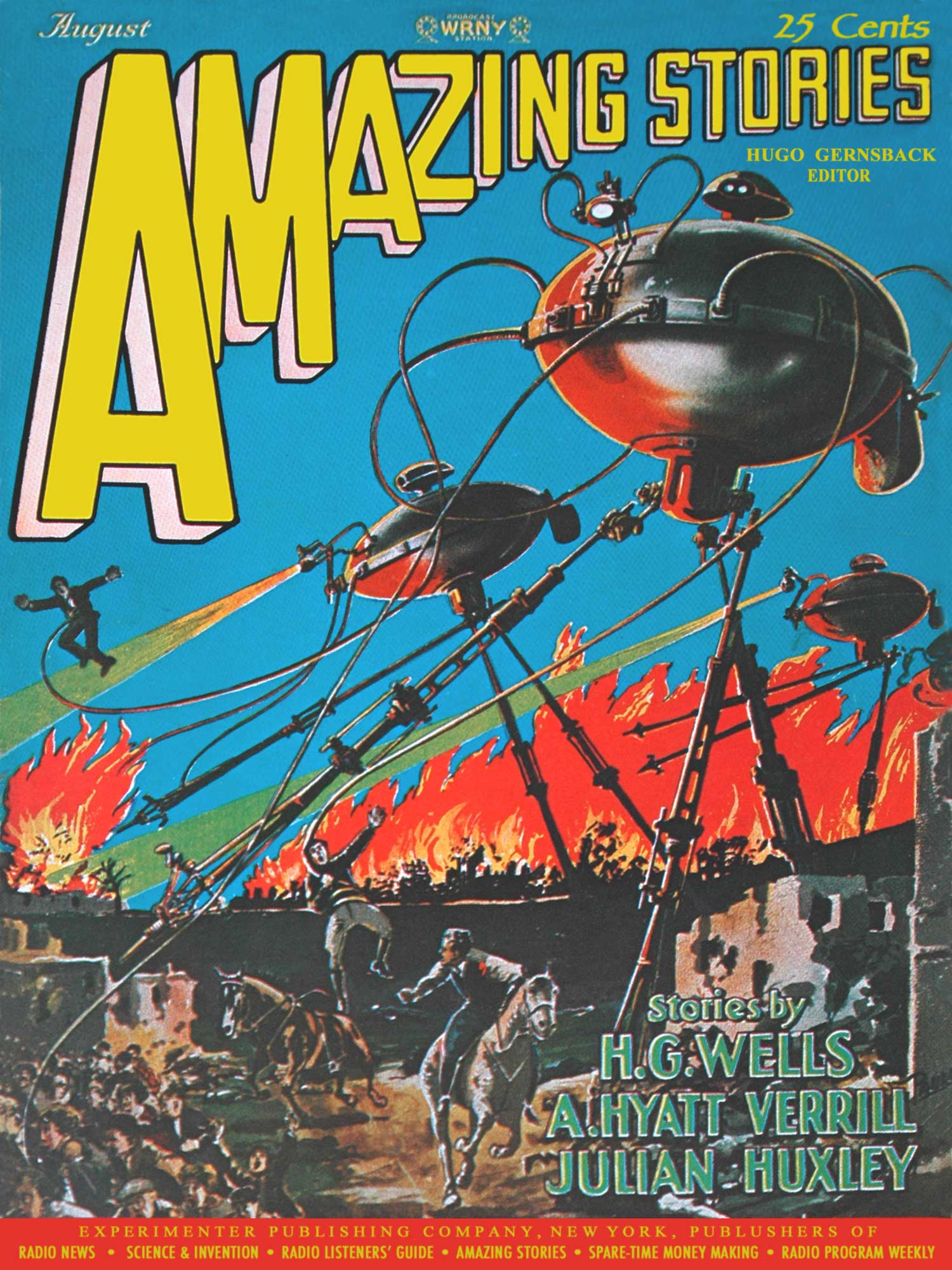
フランク・R・パウル、『アメージング・ストーリーズ』誌の表紙画(1927)
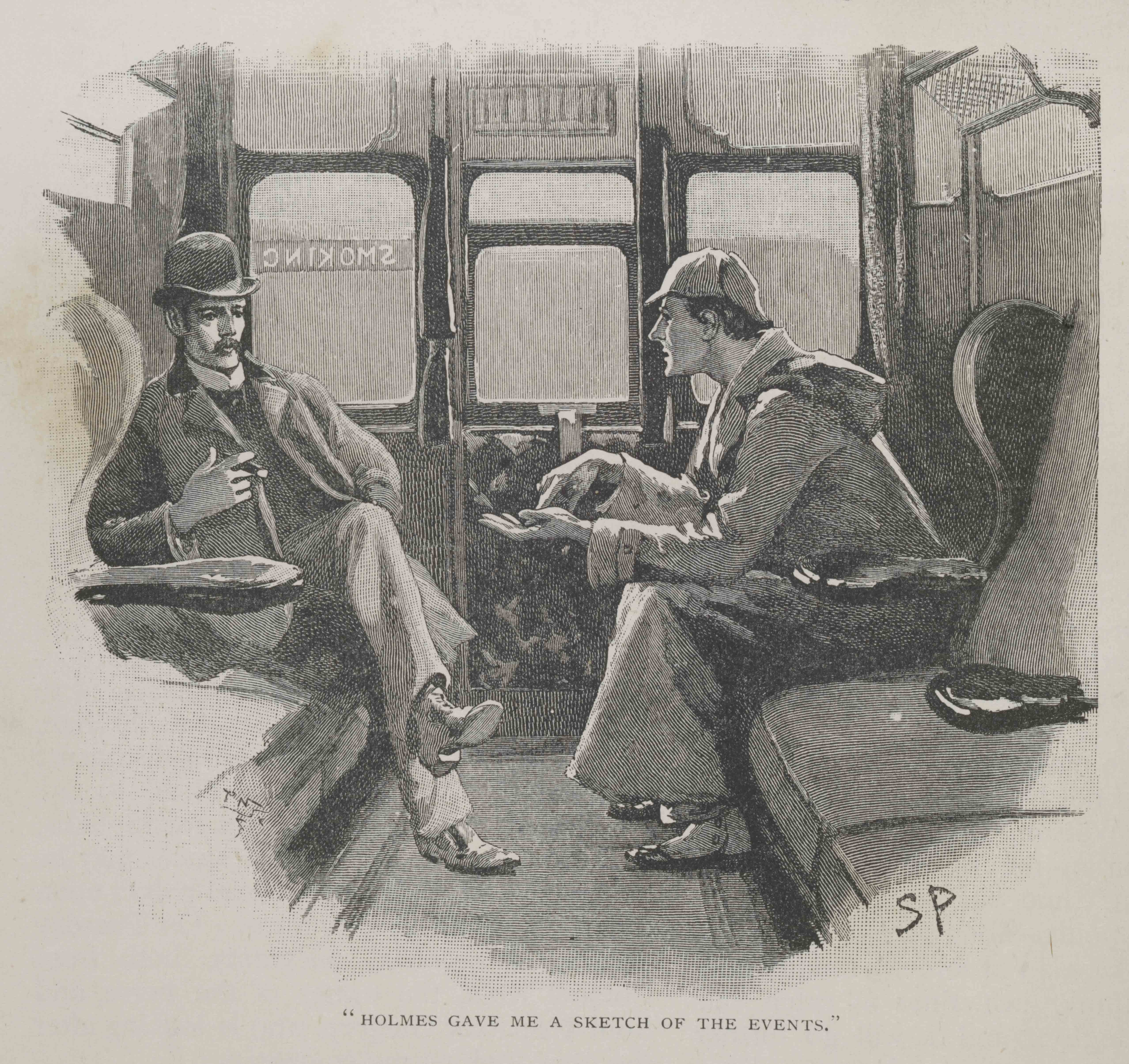
シドニー・パジェット、『シャーロック・ホームズ』(1892)
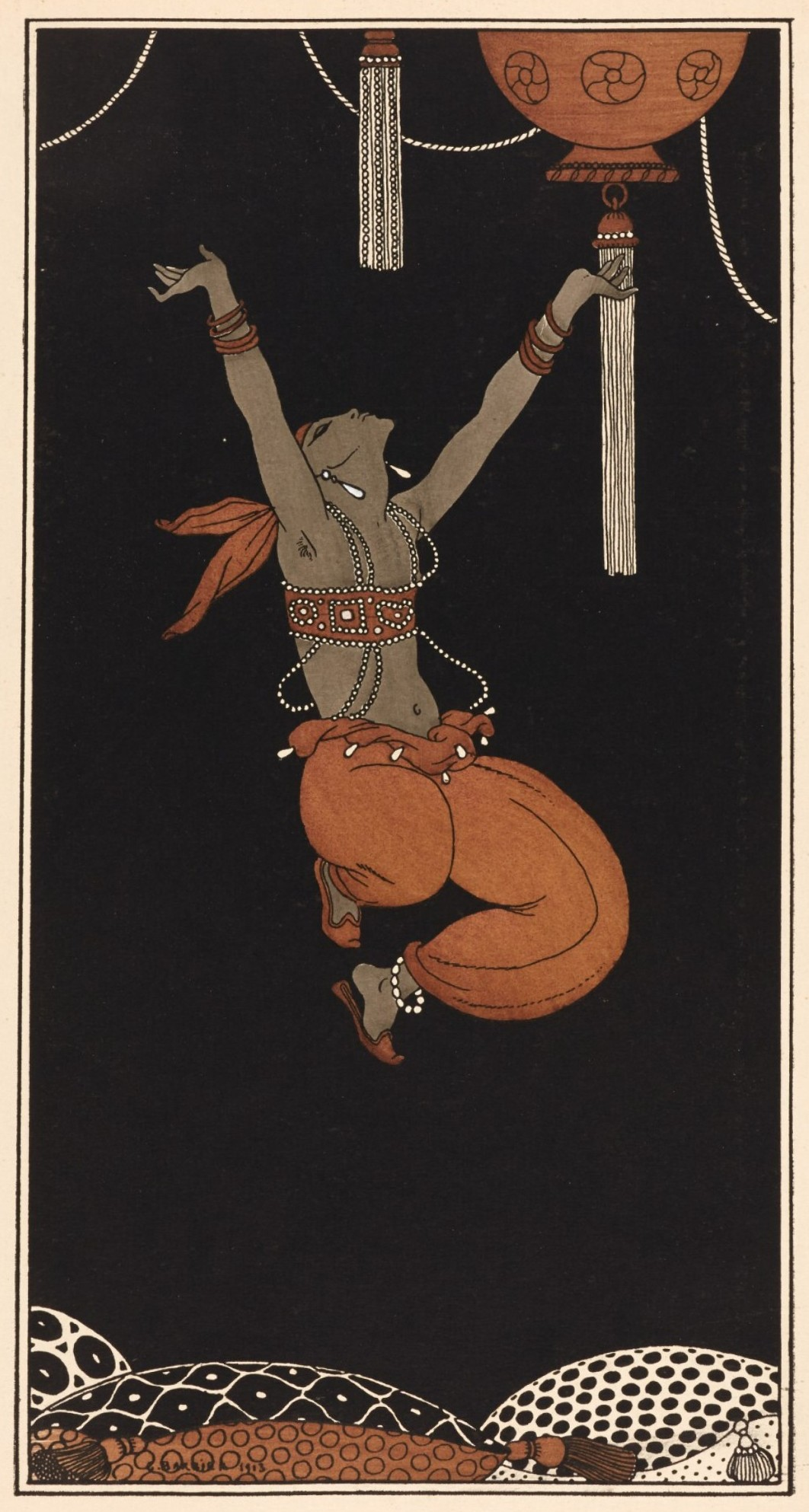
ジョルジュ・バルビエ描くヴァーツラフ・ニジンスキー(1910)
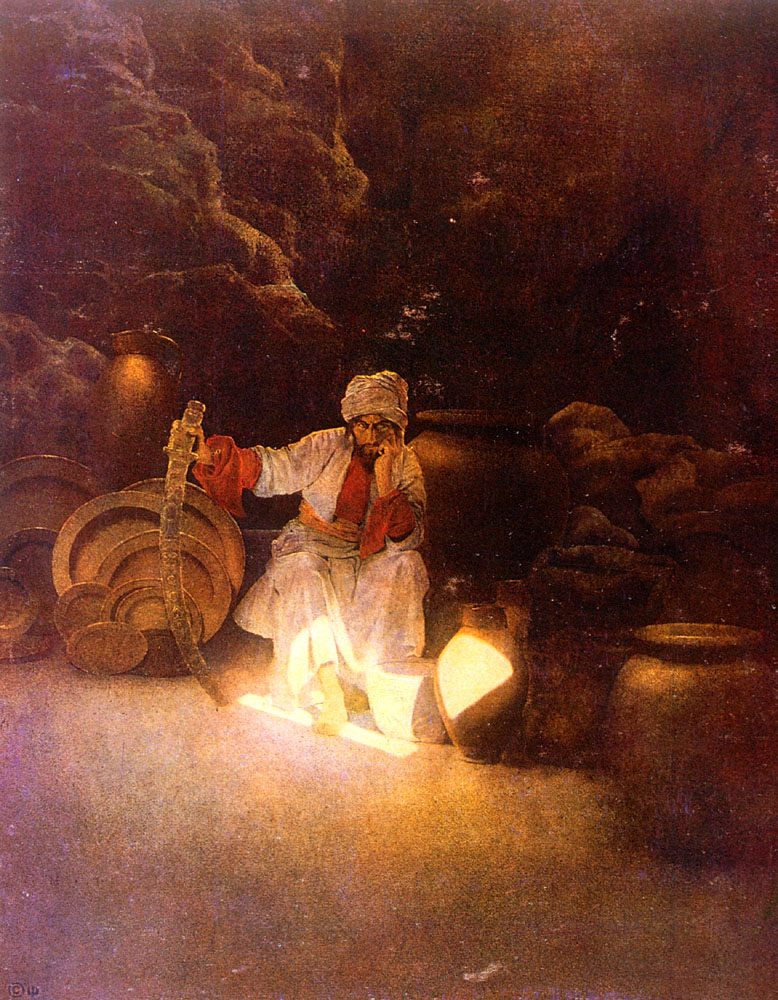
マックスフィールド・パリッシュ「アリババ」(1909)
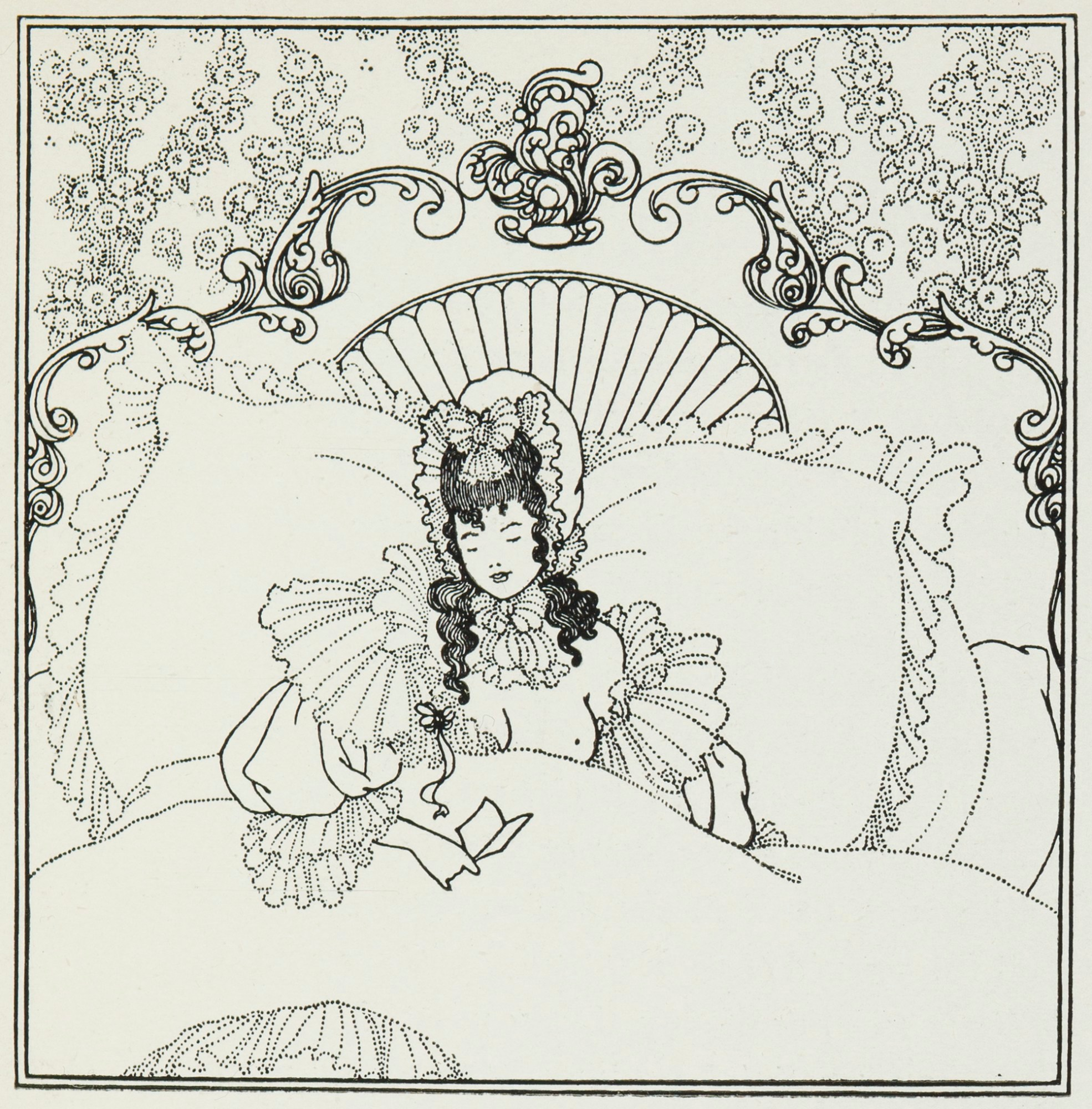
オーブリー・ビアズリー『髪の略奪』(1896)
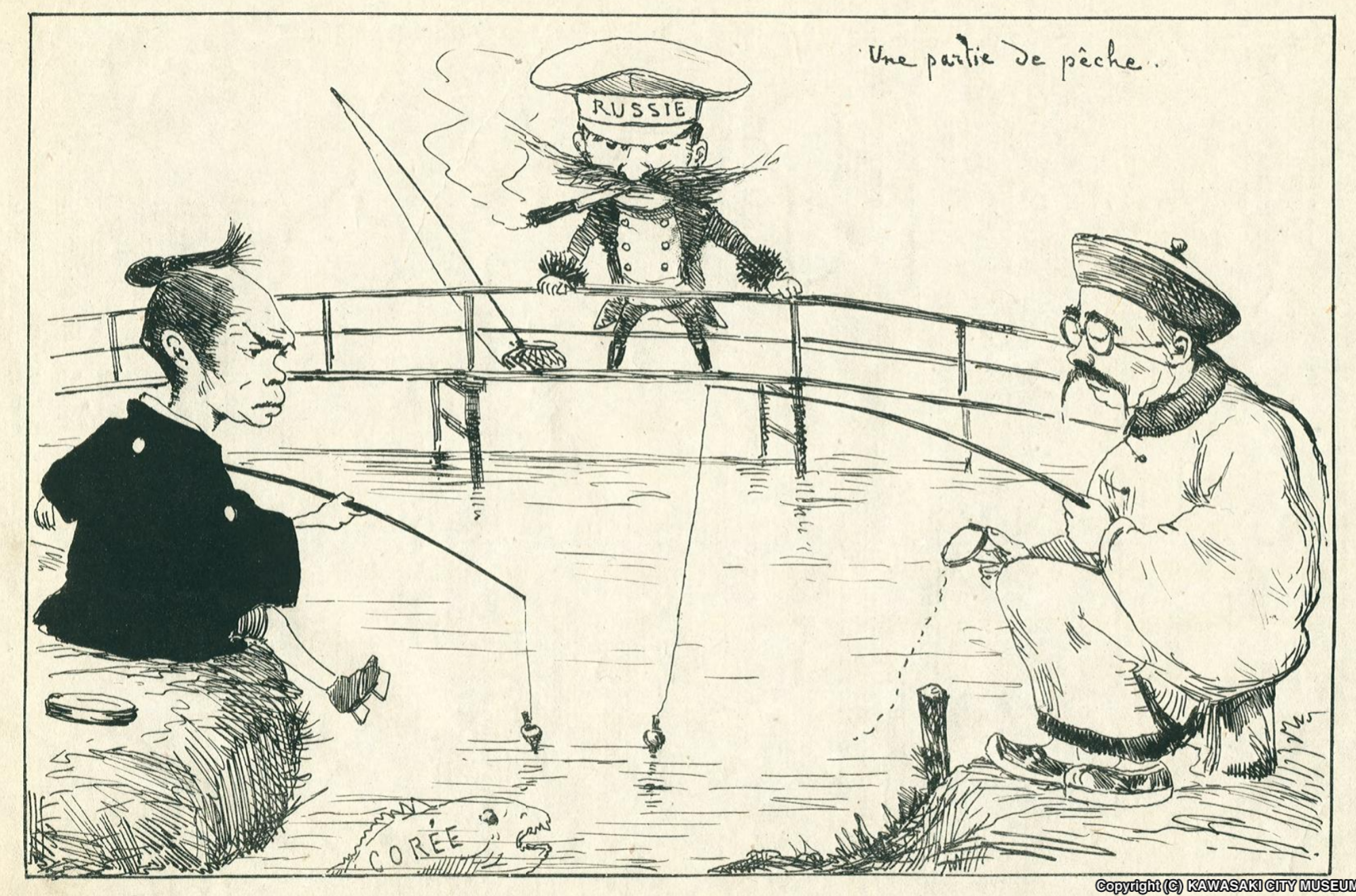
ジョルジュ・ビゴー、日清戦争前夜の風刺画(1887)
ジェームズ・モンゴメリー・フラッグ、アンクル・サムの募兵ポスター(1917)
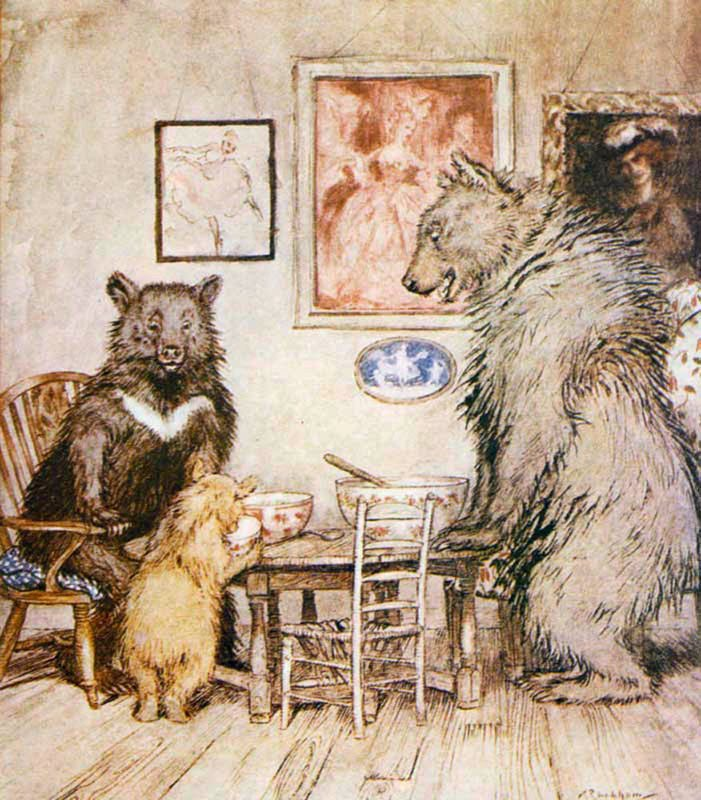
アーサー・ラッカム『3びきのくま』(1918)
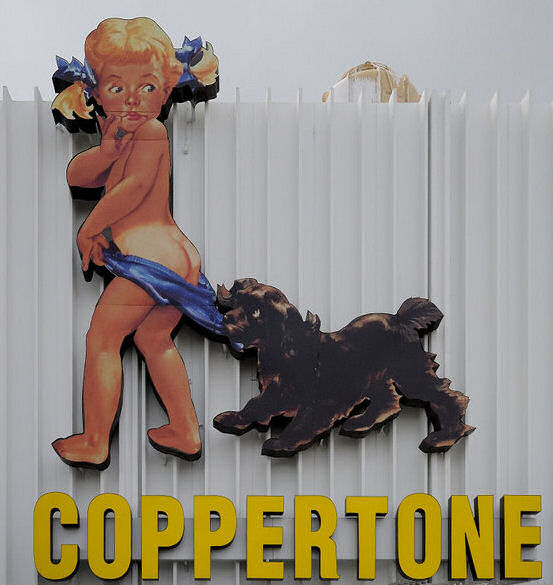
ジョイス・バランタイン・ブランドによる「コパトーン・ガール」看板）
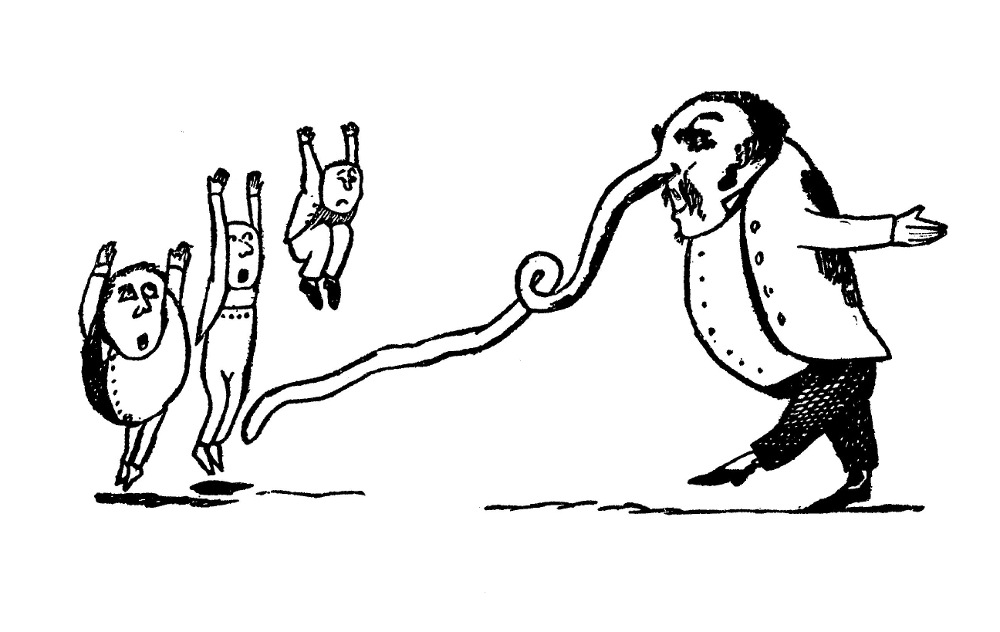
エドワード・リア『ナンセンスの絵本』(1846)
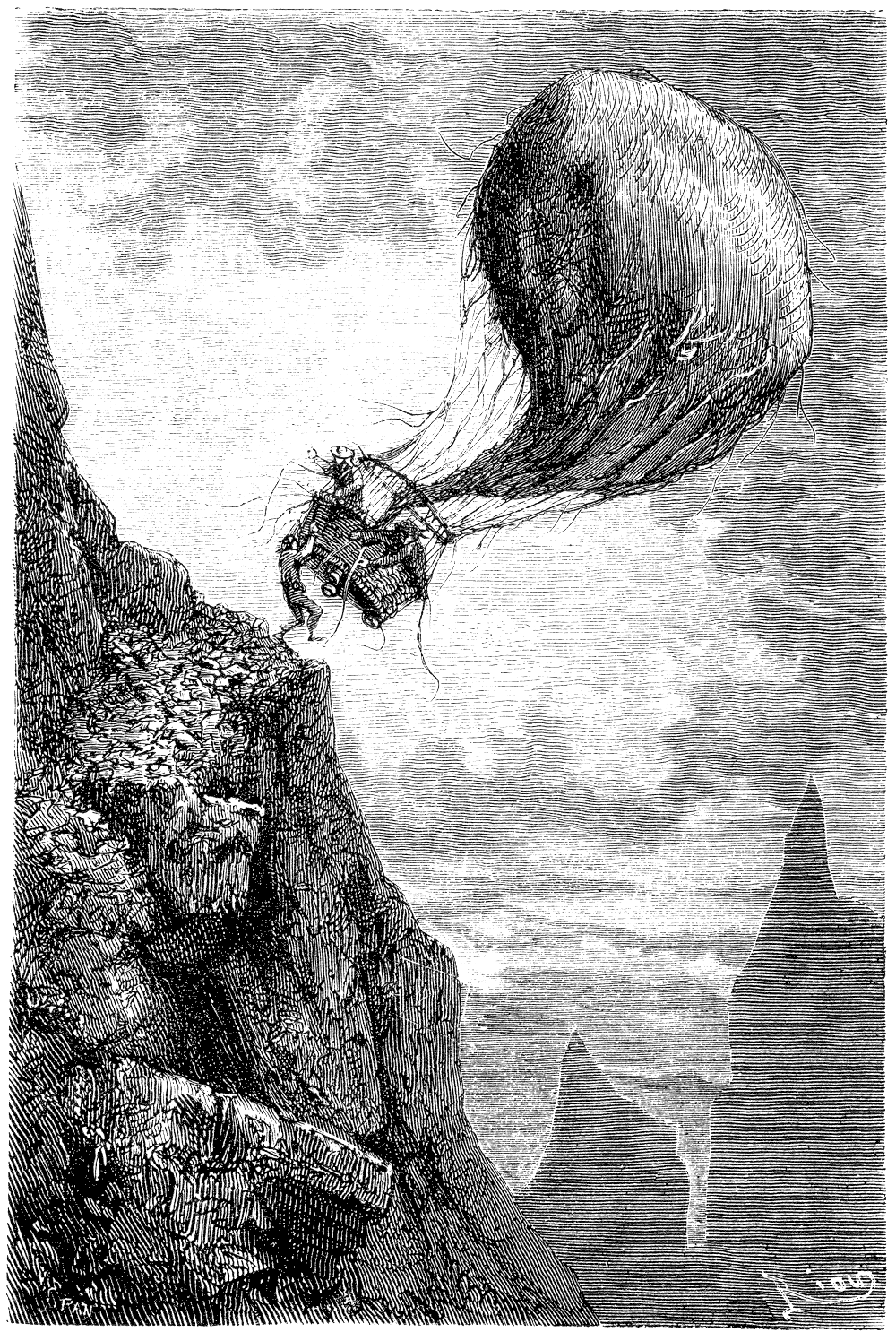
エドゥアール・リウー『気球に乗って五週間』(1863)
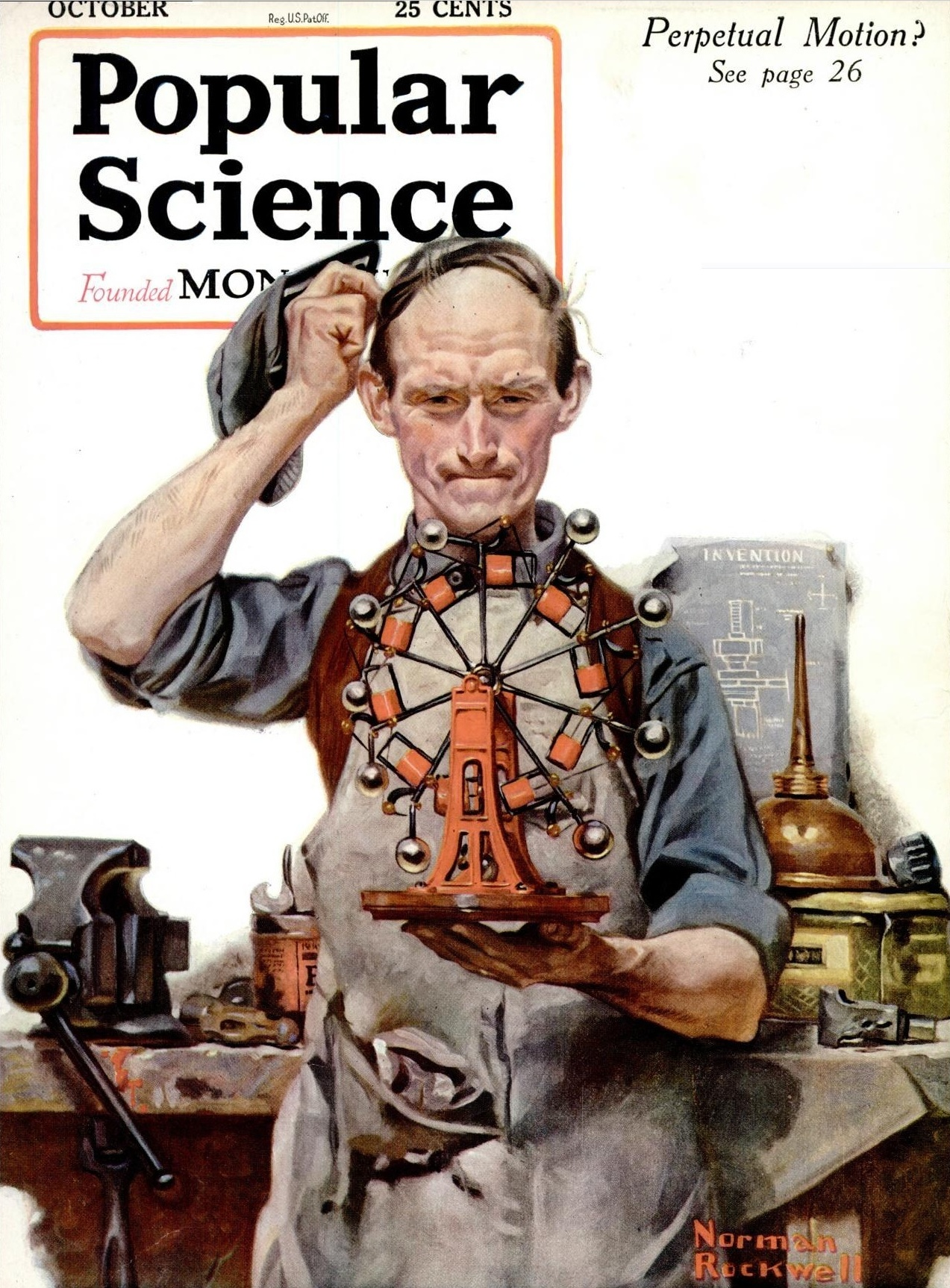
ノーマン・ロックウェルによる雑誌表紙(1920)
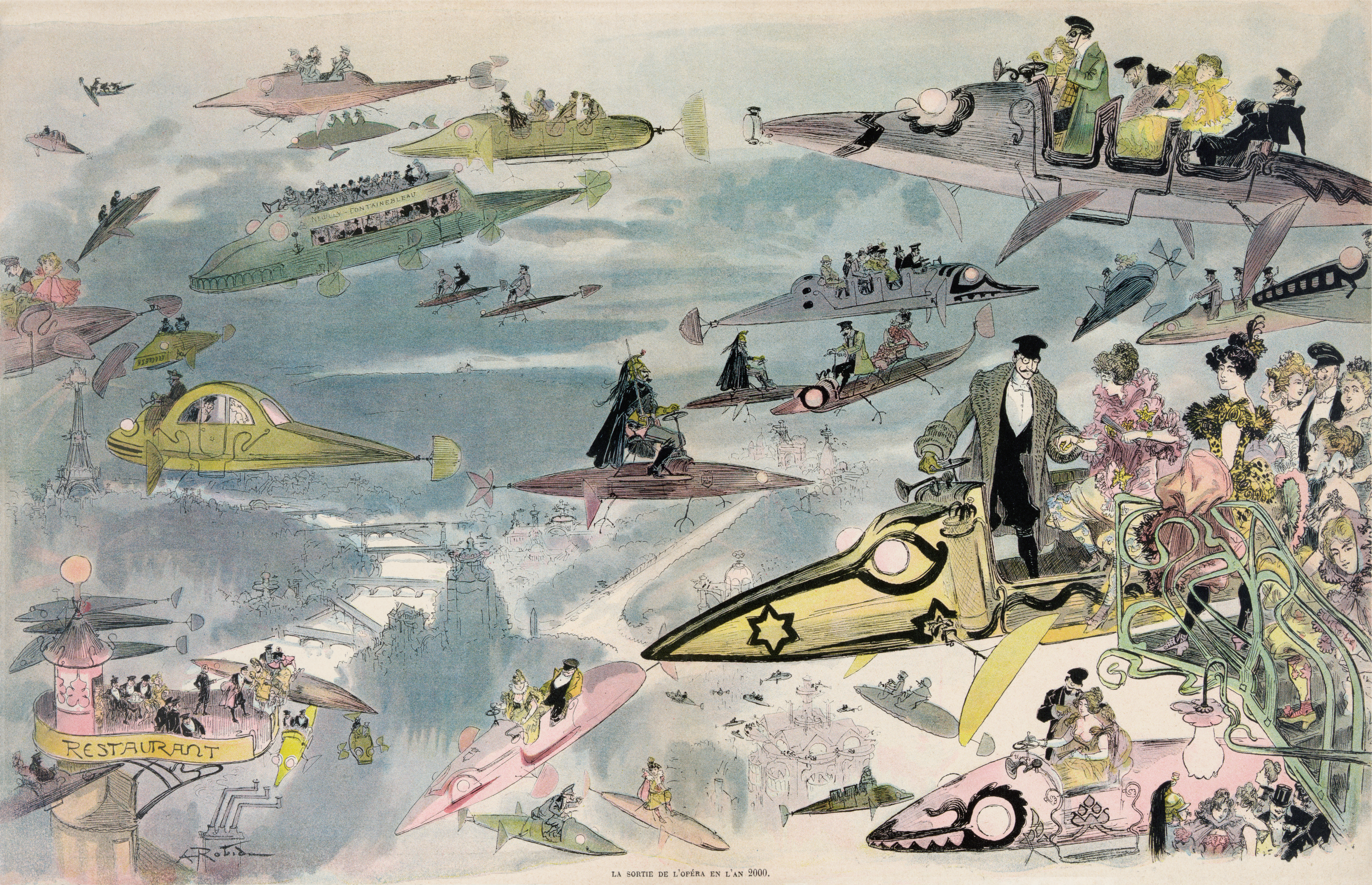
アルベール・ロビダ『オペラからの帰宅』(1882)